# Biševo
Biševo é uma ilha do Mar Adriático que fica na Croácia.